# Halcyonair
Halcyonair - linia lotnicza z siedzibą w Espargos, na wyspie Sal, w Republice Zielonego Przylądka. Została założona w 2005. Głównym węzłem jest port lotniczy Amílcar Cabral.

## Flota
Flota składa się z:
- 1 ATR 42-320
- 1 ATR 72-500 (on order)